# Franz Costa
Franz Costa (12. September 1861 – nach Oktober 1941 in Berchtesgaden) war ein Opernsänger (Tenor), Theater- und Stummfilmschauspieler.

## Leben
Costa begann seine Bühnenlaufbahn 1893 am Lessingtheater, war 1894 am Adolf Ernsttheater in Berlin und 1896 in Düsseldorf engagiert. 1897 kam er nach Mainz. Dort vollzog er den Übergang zur Oper, war zwei Jahre dort als Sänger tätig, kam 1899 ans Hoftheater in Wiesbaden und trat 1900 in den Verband des Grazer Landestheaters, wo er als „Tannhäuser“ debütierte.
Weitere Stationen waren am Opernhaus von Riga (1902–1904), an der Hofoper von Stuttgart (1904–1905) und am Stadttheater von Nürnberg (1905–1910 und 1911–1913).
Er lebte dann in Wiesbaden und Frankfurt am Main und trat bis Mitte der 1920er Jahre als Operettensänger auf. Zudem wirkte er in einigen Stummfilmen mit.
Seinen Ruhestand verbrachte er in Berchtesgaden, wo er noch im Oktober 1941 gemeldet war.
Costa war zweimal verheiratet, zuerst mit der Sopranistin Sultana Cziuk (1871–1935), danach mit der Altistin Ottilie Fellwock (1877–nach 1913).
Seine Stimme ist durch zwei Edison-Walzen dokumentiert (Berlin 1906).

## Filmografie
- 1919: Der gelbe Gaukler
- 1920: Kaiserin Elisabeth von Österreich
- 1921: Blutige Spuren